# Quei due
Pour plus de détails, voir Fiche technique et Distribution.
Quei due est une comédie italienne réalisée par Gennaro Righelli et sorti en 1935.
Il s'agit d'une adaptation de la pièce de théâtre Sik-Sik, l'artefice magico (it) créée en 1929 par Eduardo De Filippo.

## Synopsis
Le professeur et son acolyte Giacomino tentent de joindre les deux bouts grâce à de petits emplois dans des théâtres de province, mais aussi parfois comme hommes de peine. Au cours de leurs pérégrinations, ils font la connaissance de Lily et l'impliquent dans leurs numéros de théâtre, sans grand succès. Tous deux sont secrètement amoureux de la jeune fille et n'ont pas le courage de la laisser partir. Ils se retrouvent donc à vivre ensemble, partageant le peu de nourriture qu'ils parviennent à se procurer. Malheureusement, Mario, un jeune violoniste, arrive et déclare immédiatement son amour pour la jeune fille. Après quelques chamailleries et querelles, le professeur et Giacomino se rendent compte de l'amour sincère qui lie les deux jeunes gens et les laissent libres de se marier.

## Fiche technique
- Titre original italien : Quei due[1]
- Réalisateur : Gennaro Righelli
- Scénario : Giuseppe Amato d'après la pièce de Eduardo De Filippo
- Photographie : Massimo Terzano (it)
- Montage : Fernando Tropea (en)
- Musique : Armando Fragna (it)
- Décors : Guido Fiorini (it)
- Société de production : G.A.I.
- Pays de production :  Royaume d'Italie
- Langue originale : italien
- Format : Noir et blanc - 1,37:1 - Son mono - 35 mm
- Durée : 75 minutes
- Genre : Comédie
- Dates de sortie :
  - Royaume d'Italie : 1935 (visa délivré le 31 janvier 1935)

## Distribution
- Eduardo De Filippo : Professeur Sik-Sik
- Peppino De Filippo : Giacomino, l'assistant du professeur
- Assia Noris : Lily
- Maurizio D'Ancora : Mario Sergi, le violoniste
- Lamberto Picasso : Gerbi, le fou
- Franco Coop : Giovanni, le majordome de Gerbi
- Luigi Almirante : Gelsomino, le suicidé en puissance
- Anna Magnani : Pierotta, la fiancée de Gelsomino
- Ugo Ceseri : l'homme de la charcuterie
- Giuseppe Pierozzi : un fou de la clinique « Villa Belvedere »
- Amalia Pellegrini : une vieille femme au théâtre